# Nicolosi
Nicolosi es una localidad italiana de la ciudad metropolitana de Catania, en Sicilia. Tiene una población estimada, a fines de julio de 2021, de 7462 habitantes.
En 1669 fue sepultada debido a un periodo de gran actividad volcánica derivada del volcán de Etna.

## Evolución demográfica
| Gráfica de evolución demográfica de Nicolosi entre 1861 y 2021 |
|                                                                |
| Fuente ISTAT - elaboración gráfica de Wikipedia                |